# زاندرا مینرت
زاندرا مینرت (به آلمانی: Sandra Minnert) (زادهٔ ۷ آوریل ۱۹۷۳ در گدرن، هسن) بازیکن فوتبال زن سابق اهل کشور آلمان است. وی برای باشگاه فوتبال اس سی ۰۷ باد نوین‌آر و تیم ملی فوتبال زنان آلمان نیز بازی کرده‌است.

## پیشهٔ مربیگری
زاندرا مینرت در تاریخ ۶ آوریل ۲۰۰۹ به عنوان سرمربی جدید باشگاه فوتبال اس سی ۰۷ باد نوین‌آر انتخاب شد.